# Mellan-Karpsjön
Mellan-Karpsjön är en sjö i Åsele kommun i Lappland och ingår i Moälvens huvudavrinningsområde. Sjön har en area på 0,138 kvadratkilometer och ligger 426 meter över havet. Sjön avvattnas av vattendraget Moälven (Åselån).

## Delavrinningsområde
Mellan-Karpsjön ingår i det delavrinningsområde (708695-159297) som SMHI kallar för Utloppet av Stugusjön. Medelhöjden är 434 meter över havet och ytan är 28,93 kvadratkilometer. Det finns inga avrinningsområden uppströms utan avrinningsområdet är högsta punkten. Avrinningsområdets utflöde Moälven (Åselån) mynnar i havet. Avrinningsområdet består mestadels av skog (81 procent) och sankmarker (14 procent). Avrinningsområdet har 0,43 kvadratkilometer vattenytor vilket ger det en sjöprocent på 1,5 procent.